# Huda Sultan
Huda Sultan (Tanta, 15 de agosto de 1925 - El Cairo, 5 de junio de 2006) fue una actriz y cantante egipcia, reconocida por su extensa carrera en el cine y la televisión del país africano.

## Biografía
Sultan nació en 1925 en la ciudad de Tanta, en el seno de una familia humilde. Inició su carrera como actriz en 1950 en la película Set El Hosn y poco tiempo después contrajo matrimonio con el actor Farid Shawqi, con quien actuó en una gran cantidad de largometrajes. Entre sus créditos cinematográficos se incluyen producciones como El Fetewa, Emra’a Fel Tareeq, Shaye' Fe Sadry, El Ekhtyar y El Wada'a Ya Banobart.

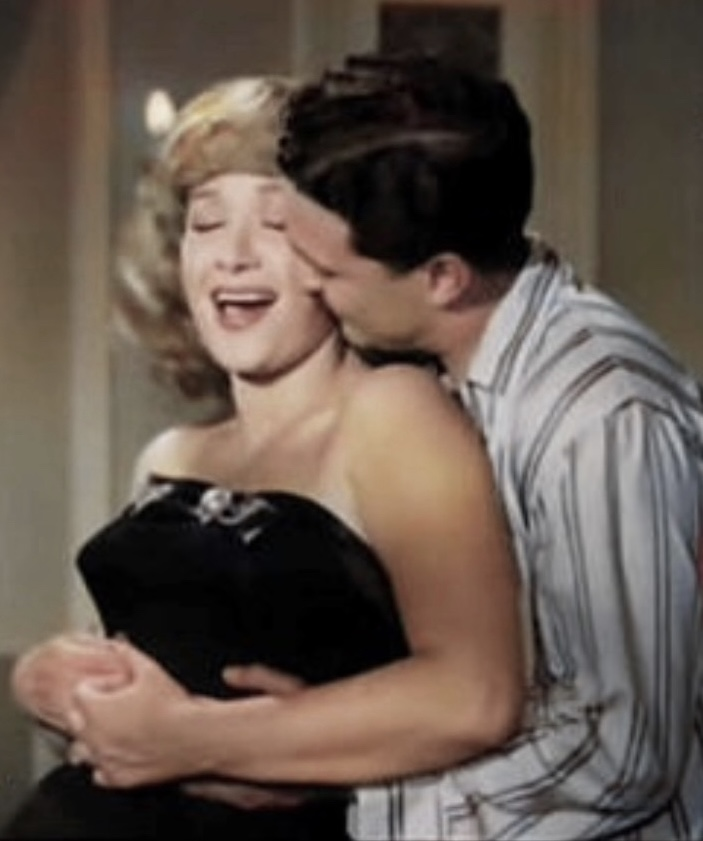
Huda Sultan y Salah Zulfikar en Nessaa muharramat (1959)

La actriz falleció a causa de un cáncer de pulmón el 5 de junio de 2006 a los 81 años en el hospital Dar Al Fouad de El Cairo.

## Filmografía destacada

### Cine y televisión
- 2004 - Men nazret ain
- 1997 - Zeezinya
- 1996 - Al watad
- 1992 - Hekayat Elghareeb
- 1992 - La dame du Caire
- 1992 - Emraa Ayla lelsokot
- 1990 - Al Helmeya Nights
- 1989 - Iskanderija, kaman oue kaman
- 1986 - Rhythms
- 1986 - Wasmat Aar
- 1985 - Ali Al-Zibaq
- 1985 - Adieu Bonaparte
- 1979 - La Ya Ebnati Al Aziza
- 1978 - Asiad we abied
- 1978 - Awdat al ibn al dal
- 1974 - Bedur
- 1973 - Al Sokkareyah
- 1971 - Something in my Chest
- 1968 - Al-cirk
- 1968 - Thalath Nessa
- 1965 - El aili el kerima
- 1962 - Abid el gassad
- 1961 - Hayati hial taman
- 1961 - Serr emraa
- 1961 - Zoja min al shareh
- 1960 - El asheka
- 1960 - El ghagaria
- 1960 - Nehayat el tarik
- 1960 - Souk el selah
- 1960 - Saedet el rajal
- 1959 - Nessaa muharramat
- 1959 - Kahramana
- 1959 - Katia tarik
- 1958 - Emraa fil tarik
- 1958 - Sawak nus el lail
- 1957 - El majd
- 1957 - Port Said
- 1957 - El fatawa
- 1956 - El namrud
- 1956 - Rasif rakam khamsa
- 1955 - Nahnu bashar
- 1954 - El mohtal
- 1954 - Hadassa zata laila
- 1954 - Lamin hawak
- 1954 - Tager al fadayeh
- 1954 - Fatawat el Husseinia
- 1954 - Gaaluni mujriman
- 1954 - Taxi el gharam
- 1954 - Abu Dahab
- 1953 - Hamido
- 1953 - Maktub alal guebin
- 1953 - Nissae bila regal
- 1953 - Beyt al Taa
- 1952 - El osta Hassan
- 1952 - Habib kalbi
- 1950 - Hokm al kawi
- 1950 - Sitt al hosn